# Axel Schuster (Fußballfunktionär)
Axel Peter Schuster (* 26. Februar 1972 in Köln) ist ein deutscher Fußballfunktionär.

## Leben
Nach dem Abitur studierte Schuster an der Johannes Gutenberg-Universität Mainz Rechtswissenschaft. Neben seinem Studium arbeitete er zunächst als Jugendtrainer, später als Jugendgeschäftsführer beim 1. FSV Mainz 05.
Schuster ist verheiratet und hat eine Tochter.

## Karriere als Fußballfunktionär

### 1. FSV Mainz 05
Anfang Dezember 1999 übernahm Schuster erste Aufgaben im Bereich der 1. Mannschaft des 1. FSV Mainz 05 und wurde schließlich ab dem 1. Januar 2000 von Christian Heidel als dessen Stellvertreter und Teammanager installiert. In den folgenden Jahren wurde sein Aufgabenbereich erweitert und er fungierte als Leiter der Lizenzspielerabteilung und war Geschäftsführer der vereinseigenen REHA GmbH. Während Schusters Amtszeit wandelte sich der Verein von einem Abstiegskandidaten der 2. Bundesliga zu einem etablierten Bundesligisten. Großen Anteil daran hatten die Trainer Jürgen Klopp und Thomas Tuchel, mit denen Schuster in dieser Zeit eng zusammenarbeitete.

### FC Schalke 04
Zum 1. Juni 2016 wechselte Axel Schuster mit Christan Heidel zum FC Schalke 04 und übernahm dort den Posten des Sportdirektors. In der Saison 2017/18 gewann Schalke die Vizemeisterschaft und qualifizierte sich direkt für die Gruppenphase der UEFA Champions League. Dort schaffte der Verein in der Folgesaison die Qualifikation für das Achtelfinale gegen Manchester City. Zum 1. Juni 2018 wurde Schuster Senior-Director Profifußball und bekam damit zusätzlich unter anderem die Verantwortung für die Planungen der neuen Sport-Infrastruktur beim Umbau des Vereinsgeländes.

### Vancouver Whitecaps
Das kanadische MLS-Franchise Vancouver Whitecaps stellte Schuster im November 2019 als neuen Sportdirektor vor. Sein Vertrag läuft bis 2026.